# 44-es busz (Dunaújváros)
A dunaújvárosi 44-es jelzésű autóbusz a Békeváros, Szabadság utca és a Papírgyár, étterem megállóhelyek között közlekedik. A járatot a Volánbusz üzemelteti.

## Közlekedése
Munkanapokon, csúcsidőben 15 percenként közlekedik, míg hétvégén csak 1 járatpár indul.

## Útvonala
| Papírgyár, étterem felé | Békeváros, Szabadság utca felé |
| --- | --- |
| Békeváros, Szabadság utca – Béke körút – Baracsi út – Dózsa György út – Bocskai István utca – Bercsényi Miklós utca – Szórád Márton út – Hunyadi János utca – Vasmű tér – Papírgyári út – Papírgyár, étterem | Papírgyár, étterem – Papírgyári út – Vasmű tér – Papírgyári út – Hunyadi János utca – Szórád Márton út – Bercsényi Miklós utca – Bocskai István utca – Dózsa György út – Baracsi út – Béke körút – Fáklya utca – Szabadság utca – Békeváros, Szabadság utca |

## Megállóhelyei
| 0  | Békeváros, Szabadság utca                         | 22 | 11, 28, 40, 45                                                  | Arany János Általános Iskola, Napsugár Óvoda |
| 2  | Béke körút                                        | 20 | 11, 28, 40, 45                                                  | INTERSPAR Áruház, Bóbita Óvoda, Százszorszép Óvoda, Lorántffy Zsuzsanna Szakközépiskola és Szakiskola                                                                                       |
| 3  | Kertváros                                         | 19 | 18, 32, 33, 40, 45                                              | Százszorszép Óvoda, Lorántffy Zsuzsanna Szakközépiskola és Szakiskola |
| 5  | Bocskai utca                                      | 17 | 4, 18, 33, 40, 45                                               | Dunaújvárosi Egyetem Semmelweis Kollégium, Kádár-völgyi Sportcentrum |
| 7  | Szilágyi Erzsébet Iskola                          | 15 | 4, 18, 33, 40, 45                                               | Dunaújvárosi SZC Hild József Szakgimnáziuma, Szakközépiskolája és Szakiskolája, Aprók Háza Tagóvoda, Szilágyi Erzsébet Általános Iskola és Szakiskola                                       |
| 9  | Szórád Márton út 44.                              | 13 | 2, 4, 8, 11, 20, 22, 23, 24, 25, 29, 33, 35, 40                 | Dózsa György Általános Iskola, Margaréta Tagóvoda, Krisztus Király templom, Bánki Donát Gimnázium és Szakközépiskola                                                                        |
| 11 | Szórád Márton út 20. (↓) Szórád Márton út 26. (↑) | 11 | 2, 4, 8, 11, 18, 20, 22, 23, 24, 25, 27, 29, 32, 33, 35, 40, 45 | Dunaújváros Áruház, Dunaújvárosi Egyetem, Széchenyi István Gimnázium és Kollégium, Dunaújvárosi SZC Kereskedelmi és Vendéglátóipari Szakgimnáziuma és Szakközépiskolája, Csillagvirág Óvoda |
| 13 | Autóbusz-állomás                                  | 9  | 2, 4, 8, 11, 18, 20, 22, 23, 24, 25, 27, 29, 32, 33, 35, 40, 45 | Helyközi autóbusz-állomás, Fabó Éva Sportuszoda, Aquantis Wellness- és Gyógyászati Központ, Vásárcsarnok, Dunaújvárosi Egyetem, Vasvári Pál Általános Iskola                                |
| 15 | Vasmű Igazgatóság                                 | 7  | 2, 3, 4, 18, 29, 35, 40                                         | Dunai Vasmű, Dunaferr Szakközép- és Szakiskola, Vásártér, Stadion, Jégcsarnok, Sportcsarnok                                                                                                 |
| 16 | Tűzoltóság                                        | 6  | 2, 3, 4                                                         | Tűzoltó-parancsnokság |
| 17 | Ferrobeton                                        | 5  | 2, 3, 4                                                         | |
| 18 | Közútkezelő kht.                                  | 4  | 2, 3, 4                                                         | Magyar Közút Kht. |
| 20 | Papírgyári elágazás                               | 2  | 2, 3, 4, 8                                                      | |
| 21 | Papírgyár, irodaház                               | 1  | 2, 3, 4                                                         | Papírgyár |
| 22 | Papírgyár, étterem                                | 0  | 2, 3, 4                                                         | Papírgyár |